# 栓クラブ

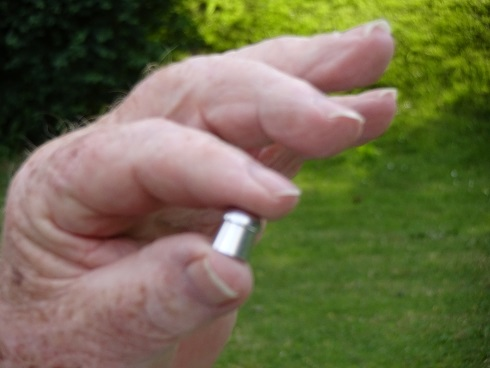
自分の栓を提示する会員。
この栓は金属製の特注品であるが、
多くの場合、コルク製やゴム製のものが用いられる。

栓クラブが存在する町。
バイエルン州(青色で強調)に集中している。

栓クラブ（せんクラブ、ドイツ語：Stopselclub）とは社交クラブの一つである。その会員は栓を常に携帯しなければならない。
栓クラブに所属する会員同士が出会うと、互いに栓の提示を要求することができる。
自宅に忘れるなどして、栓を提示できない会員は少額の罰金を支払う必要がある。
通常この罰金は次のクラブ会議でビールを購入する資金となる。
遅くとも20世紀半ばには、ドイツのバイエルン州で栓クラブが生まれている。
現在バイエルン州には100以上もの栓クラブが存在する。
慈善事業を支援する栓クラブもある。